# Conmoción y pavor
Conmoción y pavor (en inglés: Shock and awe, técnicamente conocida como Dominio rápido) es una doctrina militar basada en el uso de poder abrumador, conciencia del campo de batalla dominante, maniobras dominantes y demostraciones espectaculares de fuerza para paralizar la percepción del adversario de un campo de batalla y destruir su voluntad de luchar. La doctrina fue escrita por Harlan K. Ullman y James P. Wade en 1996 y es un producto de la Universidad Nacional de Defensa de los Estados Unidos.

## Doctrina del Dominio Rápido
El Dominio Rápido es definido, por sus autores Harlan K. Ullman and James P. Wade, como el intento de 

"afectar la voluntad, percepción y entendimiento del adversario para luchar o responder a nuestros fines políticos estratégicos a través de la imposición de un régimen de Shock y Pavor".

Adicionalmente, El dominio rápido:

"impondrá este abrumador nivel de shock y pavor contra un adversario en una base inmediata o suficientemente oportuna para paralizar su voluntad de soportar . . . aprovechar el control del entorno y paralizar o sobrecargar las percepciones y el entendimiento de los eventos de un adversario tal que el enemigo sea incapaz de resistir en niveles tácticos o estratégicos".

Presentando la doctrina en un reporte a la Universidad de la Defensa Nacional de los Estados Unidos en 1996, Ullman y Wade la describen como un intento de desarrollar una doctrina militar post Guerra Fría para los Estados Unidos. El Dominio Rápido y el Shock y Pavor, escriben ellos, puede convertirse en un “cambio revolucionario” mientras el ejército de los Estados Unidos es reducido en tamaño y la tecnología de la información está integrada crecientemente en el combate. Autores subsiguientes del ejército de los Estados Unidos han escrito que la doctrina de Rápido Dominio explota “ la tecnología superior, el ataque de precisión y el dominio de la información” de los Estados Unidos.
Ullman y Wade identifican cuatro características vitales de la doctrina Dominio Rápido: “casi total o absoluto conocimiento y entendimiento de sí mismo, del adversario y del entorno; rapidez y oportunidad en la aplicación; brillo operacional en la ejecución; y (casi) control total y manejo del signature en todo el entorno operacional” Conmoción y Pavor es usado más consistentemente por Ullman y Wade como el efecto que el Dominio Rápido busca imponer sobre el adversario. Es el estado deseado de impotencia y falta de voluntad. Puede ser inducido, según escriben, por fuerza directa aplicada a los centros de comando y control, negación selectiva de información y la diseminación de la desinformación, abrumando la fuerza de combate y rapidez de acción.
La doctrina del Dominio Rápido ha evolucionado del concepto de “fuerza decisiva”. Ullman y Wade enumeran los elementos entre los dos conceptos en términos del objetivo, el uso de la fuerza, el tamaño de la fuerza, alcance, velocidad, bajas y la técnica.

### Bajas civiles y destrucción de infraestructura
Aunque Ullman y Wade afirman que la necesidad de “minimizar bajas civiles, pérdidas de vida y daño colateral ” es una “política sensible que debe ser entendida por adelantado” su doctrina de dominación rápida requiere la capacidad para entorpecer “ medios de comunicación, medios de transporte, producción de alimentos, suministro de agua, y otros aspectos de
infraestructura”, y, en la práctica, “el adecuado equilibrio de Impacto y Pavor debe causar... La amenaza y el temor de acción que puede anular completamente o en parte la sociedad del adversario o hacer indefensa su habilidad para combatir cerca de la completa destrucción física”.
Usando como ejemplo teórico la invasión de Irak 20 años después de la operación Tormenta del Desierto, los autores afirman,” desactivando el país implicaría ambos la destrucción física apropiada de la infraestructura y la desactivación y control del flujo de toda información vital y comercio asociado tan rápido como para lograr un nivel de impacto nacional similar a los efectos que el bombardeo nuclear en Hiroshima y Nagasaki tuvo en los japoneses”.
Reiterando el ejemplo en una entrevista con CBS News varios meses antes de la Operación Libertad Iraquí, Ullman declaró, “Estás sentado en Bagdad, de repente tú eres el general y 30 de tus cuarteles generales de división han sido aniquilados. Tú también darías la ciudad por perdida. Con eso quiero decir que puedes deshacerte de su energía, su agua. En 2, 3, 4, 5 días ellos estarán física, emocional y psicológicamente exhaustos”.

## Aplicaciones Históricas

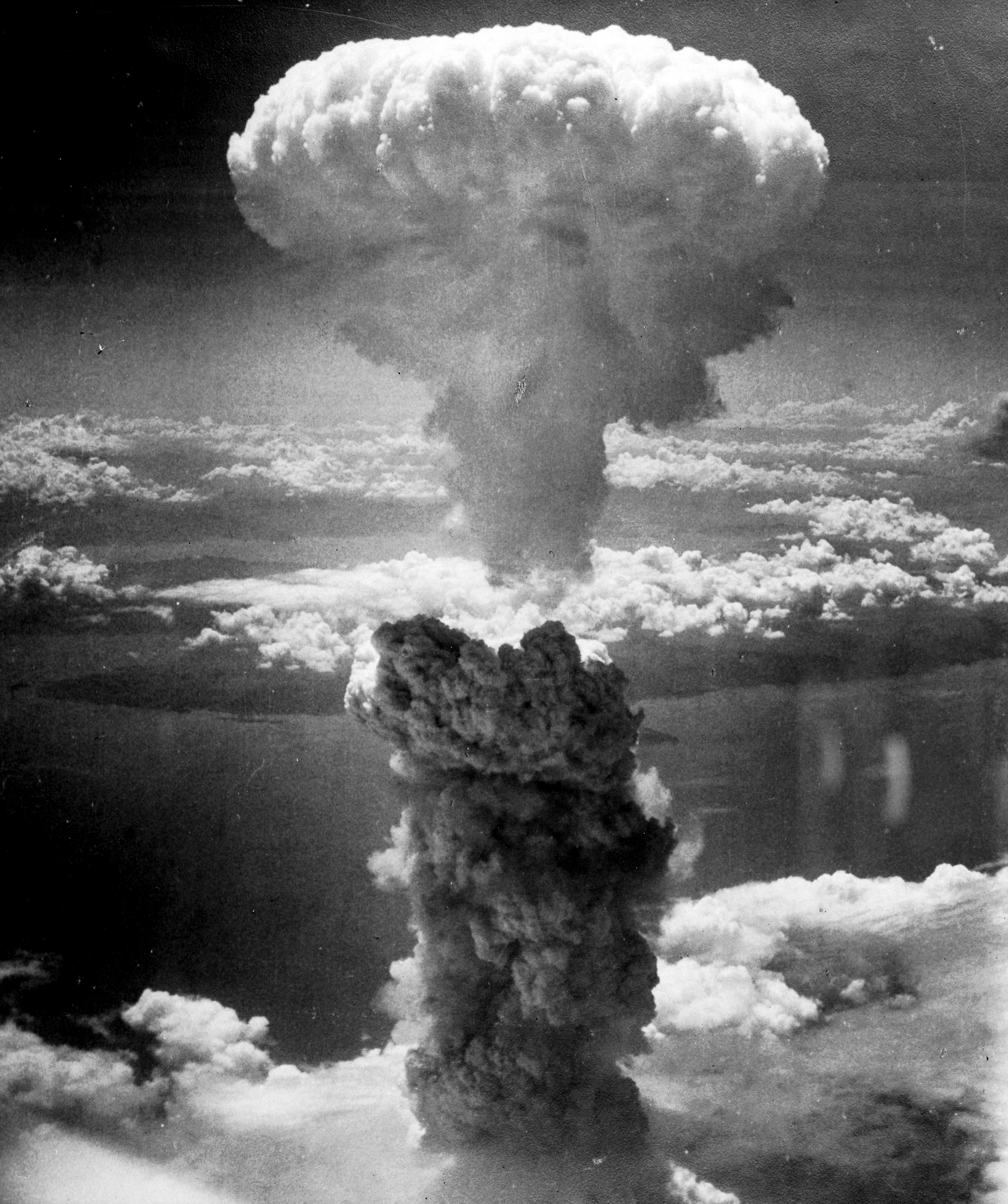
De acuerdo a sus teóricos originales, la doctrina Conmoción y Pavor deja a un adversario sin voluntad para resistir a través de demostraciones abrumadoras de poder. Ullman cita los bombardeos atómicos de Hiroshima y Nagasaki (Nagasaki es representada en la foto) como un ejemplo de Shock y Pavor.

Ullman y Wade argumentan que ha habido aplicaciones militares que caen dentro de algunos de los conceptos de Shock y Pavor. Enumeran nueve ejemplos:
- Fuerza Abrumadora: la "aplicación masiva de fuerza abrumadora" para "desarmar, incapacitar o hacer al enemigo militarmente impotente con la menor cantidad posible de bajas de nuestro ejército o de personas no combatientes".
- Hiroshima y Nagasaki: El establecimiento de la doctrina de Conmoción y Pavor a través de "niveles de destrucción masiva instantáneos, casi incomprensibles dirigidos a influir grandemente en la sociedad, esto es, en los líderes y sus seguidores, en vez de enfocar las fuerzas contra objetivos militares o estratégicos incluso si se encuentran relativamente en escaso número o escasa cantidad de sistemas".
- Bombardeo Masivo: Descrito como "poder destructivo preciso en el tiempo mayormente dirigido contra objetivos militares y sectores relacionados".
- Blitzkrieg: El "intento fue de aplicar cantidades precisas, —quirúrgicas— de fuerza estrechamente concentrada para alcanzar la máxima presión con una absoluta economía de escala".
- Sun Tzu: La "decapitación selectiva, instantánea de objetivos militares o sociales para alcanzar Conmoción y Pavor".
- Ejemplo Haitiano: "Imponiendo Conmoción y Pavor a través de la demostración de fuerza a través del engaño, desinformación y mala información".
- Las Legiones Romanas: "Alcanzar Conmoción y Pavor reposa en la habilidad de disuadir y subyugar a un adversario a través de la percepción de éste y del temor a su vulnerabilidad o a nuestra propia invencibilidad".
- Decay and default: "La imposición de la descomposición social sobre períodos largos de tiempo, pero sin la aplicación de destrucción masiva".

### Guerra en Irak

#### Buildup
Antes de la Invasión de Irak de 2003, oficiales en las Fuerzas Armadas de los Estados Unidos describieron su plan como el empleo del shock y pavor.

#### Evaluaciones preguerra en conflicto
Previo a su implementación, había disenso en la Administración Bush de si el plan de Conmoción y pavor funcionaría. Según un informe de CBS News, "Un senior official lo llamó bunch of bull (tontería absoluta), pero confirmó que era el concepto en el cual se basaba el plan de guerra". El Corresponsal de CBS David Martin notó que durante la operación Anaconda en Afganistán el año anterior, las fuerzas de los Estados Unidos fueron "negativamente sorprendidas por la disposición de Al Qaeda de pelear hasta la muerte. Si los iraquíes pelean, los Estados Unidos tendrían que enviar refuerzos y ganar a la manera tradicional aplastando a los guardias republicanos y que ello significaría más bajas en ambos lados".

## Leer más
- Blakesley, Paul J. "Shock and Awe: A Widely Misunderstood Effect". United States Army Command and General Staff College, June 17, 2004.
- Branigin, William. "A Brief, Bitter War for Iraq's Military Officers". Washington Post, October 27, 2003.
- Peterson, Scott. "US mulls air strategies in Iraq". Christian Science Monitor, January 30, 2003.
- Ullman, Harlan K. and Wade, James P. Rapid Dominance: A Force for All Seasons. Royal United Services Institute in Defense Studies, 1998.